# Тунаполис
Тунаполис (порт. Tunápolis)  —  муниципалитет в Бразилии, входит в штат Санта-Катарина. Составная часть мезорегиона Запад штата Санта-Катарина. Входит в экономико-статистический  микрорегион Сан-Мигел-ду-Уэсти. Население составляет 4257 человек на 2006 год. Занимает площадь 132,909 км². Плотность населения — 32,0 чел./км².

## Статистика
- Валовой внутренний продукт на 2003 составляет 50.280.530,00 реалов (данные: Бразильский институт географии и статистики).
- Валовой внутренний продукт на душу населения на 2003 составляет 11.185,88 реалов (данные: Бразильский институт географии и статистики).
- Индекс развития человеческого потенциала на 2000 составляет 0,821 (данные: Программа развития ООН).